# Krzyżkówko
Krzyżkówko – wieś sołecka w Polsce położona w województwie wielkopolskim, w powiecie międzychodzkim, w gminie Międzychód.
W latach 1975–1998 miejscowość administracyjnie należała do województwa gorzowskiego.
Przed II wojną światową były tam trzy młyny wodne. W tej chwili mieszkańcy wioski w głównej mierze zajmują się rolnictwem i hodowlą karpi.